# Rammenas
De rammenas (Raphanus sativus subsp. niger) is een plant uit de kruisbloemenfamilie (Cruciferae oftewel Brassicaceae). De naam wordt ook wel als ramenas gespeld. De plant komt oorspronkelijk uit het oostelijke deel van het Middellandse Zeegebied. Een van de voorouders is waarschijnlijk Raphanus maritimus. Het is een zeer oud gewas dat al rond 4000 v.Chr. door de Oude Egyptenaren werd geteeld. De rammenas is al afgebeeld op veel Egyptische wandschilderingen en graven. Er zijn door de jaren heen veel verschillende vormen en kleuren geselecteerd. In Nederland wordt rammenas weinig geteeld, maar in Duitsland is het een belangrijk gewas.
De rammenas verschilt van de radijs (Raphanus sativus subsp. sativus) doordat de laatste een stengelknol en rammenas voor het grootste gedeelte een wortelknol is. Hierdoor is de rammenas milder van smaak, steviger en groter dan de radijs.

## Rassen
Er zijn rassen met een
- Witte schil (Raphanus sativus subsp. niger var. albus): ‘Mainkrone’ (halflange rammenas), ‘Münchner Bier’ (ronde rammenas), ‘Bayrisches Bier’, ‘Delikatesse’, ‘Ostergruss’. Deze rassen worden in Nederland verkocht als “rettich”, een naam die uit het Duits afkomstig is.
- Rode schil:
- Blauwe schil: ‘Hilds Blauer Herbst und Winter’ (halflange rammenas)
- Bruinzwarte schil: ‘Noir Gros Long d’Hiver de Paris’
- Zwarte schil (R. sativus subsp. niger var. niger): ‘Ronde’ en ‘Halflange Zwarte Winter’
- Gele schil: Een grote, gele variëteit heeft een subtiele limoensmaak.

### Witschillige rassen (rettich)
Deze rassen hebben een groeiduur van 6 tot 7 weken en worden vooral voor de voorjaars- en zomerteelt gebruikt.

### Zwartschillige rassen
Er zijn rassen met een ronde wortel en met een langwerpige wortel. Deze rassen hebben 100 tot 120 dagen nodig voor de groei en worden geoogst vanaf eind augustus tot in oktober. Het gewicht is 400 tot 450g. Deze rammenas is vrij lang te bewaren. De zwarte rammenas (rond) wordt in Frankrijk gewaardeerd voor céleri rémoulade. Andere variëteiten hebben een ovale vorm.

## Teelt
De wit- en roodschillige rassen worden voor de vroegste teelt in het voorjaar gezaaid en zijn wat later oogstbaar dan de radijs. Voor de zomerteelt wordt er gezaaid in april en mei.
De zwartschillige rassen worden als nateelt gezaaid in juni en juli op een rijafstand van 25 cm; in de rij is na dunning de plantafstand 20 cm.

## Inhoudstoffen
De voedingswaarde per 100 gram van verse rammenas is:
| Energetische waarde | 125 kJ   |
| Koolhydraten        | 5 gram   |
| Eiwit               | 2 gram   |
| Vet                 | 0,2 gram |
| Vitamine C          | 30 mg    |
| Vitamine B1         | 0,07 mg  |
| Vitamine B2         | 0,02 mg  |
| Calcium             | 120 mg   |
| IJzer               | 2 mg     |

## Ziekten
Rammenas kan aangetast worden door de koolvlieg (Delia radicum), waarvan de maden gangen in de wortel vreten.
Ook de schimmelziekte zwart of schurft (Streptomyces scabies) kan de wortel aantasten.